# Oren Burks
Oren Spencer Burks (Alexandria, Virginia, 21 de marzo de 1995) más conocido como Oren Burks, es un jugador profesional estadounidense de fútbol americano que se desempeña en la posición de linebacker en Philadelphia Eagles, equipo de la National Football League (NFL).

## Carrera
Fue seleccionado en la tercera ronda en la Reunión Anual de Selección de Jugadores de la NFL de 2018. Hizo su debut profesional con el equipo Green Bay Packers, en el cual jugó cuatro temporadas (2018-2022), luego pasó a San Francisco 49ers, donde jugó dos temporadas.
El 19 de marzo de 2024, Burks firmó un contrato de un año con los Philadelphia Eagles